# Euphranta licenti
Euphranta licenti är en tvåvingeart som beskrevs av Zia 1938. Euphranta licenti ingår i släktet Euphranta och familjen borrflugor. Inga underarter finns listade i Catalogue of Life.